# 줄리아 길라드
줄리아 아일린 길라드(Julia Eileen Gillard, 1961년 9월 29일 ~ )는 제14대 오스트레일리아의 연방 총리이자 오스트레일리아 노동당의 당수(2010~2013)이었다. 2007년 11월 24일의 오스트레일리아 국회의원 총선거에서 승리하여, 오스트레일리아의 여성으로서 부총리 겸 교육노동장관으로 재임하였으며, 2010년부터 연방총리로서 역사상 최고위직에 오른 인물이다. 언리 고등학교와 멜버른 대학교를 졸업하였다.
영국 웨일스의 배리에서 태어났으나, 어릴 적 기관지 폐렴을 앓아 애들레이드로 이주했다. 멜버른 대학을 졸업한 뒤부터 변호사로 활동했고, 2007년 첫 여성 부총리가 되었다. 2010년, 첫 여성 총리가 되었으나, 케빈 러드와의 2013년 오스트레일리아 노동당 2차 리더십 투표에서 패배하여, 총리직에서 사직하고, 정계 은퇴를 선언하였다.

## 역대 선거 결과
| 선거명      | 직책명                     | 대수 | 정당                  | 득표율 | 득표수      | 결과 | 당락               |
| ----------- | -------------------------- | ---- | --------------------- | ------ | ----------- | ---- | ------------------ |
| 1996년 선거 | 상원의원 (빅토리아 선거구) | 38대 | 오스트레일리아 노동당 | 39.8%  | 1,100,799표 | 3위  | 낙선               |
| 1998년 선거 | 하원의원 (랄로 선거구)     | 39대 | 오스트레일리아 노동당 | 61.21% | 46,374표    | 1위  | 랄로 하원의원 당선 |
| 2001년 선거 | 하원의원 (랄로 선거구)     | 40대 | 오스트레일리아 노동당 | 58.10% | 47,490표    | 1위  | 랄로 하원의원 당선 |
| 2004년 선거 | 하원의원 (랄로 선거구)     | 41대 | 오스트레일리아 노동당 | 53.25% | 43,677표    | 1위  | 랄로 하원의원 당선 |
| 2007년 선거 | 하원의원 (랄로 선거구)     | 42대 | 오스트레일리아 노동당 | 59.89% | 57,208표    | 1위  | 랄로 하원의원 당선 |
| 2010년 선거 | 하원의원 (랄로 선거구)     | 43대 | 오스트레일리아 노동당 | 64.25% | 66,298표    | 1위  | 랄로 하원의원 당선 |